# Báng-kah
Báng-kah é um filme de drama taiwanês de 2010 dirigido e escrito por Doze Niu. Foi selecionado como representante de Taiwan à edição do Oscar 2011, organizada pela Academia de Artes e Ciências Cinematográficas.

## Elenco
- Mark Chao - Mosquito
- Ethan Juan - Monk
- Rhydian Vaughan - Dragon Lee
- Frankie Huang - A-po
- Emerson Tsai - Monkey
- Ma Ju-lung - Boss Geta
- Doze Niu - Grey Wolf
- Wang Shih-hsien - Wim-kian
- Ko Chia-yen - Ning
- Chen Han-dian